# Avenay-Val-d'Or
Avenay-Val-d'Or é uma comuna do departamento de Marne, na região de Grande Leste, no norte da França.

## Geografia
A comuna de Avenay-Val-d'Or encontra-se rodeada por Germaine e Vauremont ao norte, Fontaine-sur-Aÿ ao nordeste, Bouzy ao leste, Bisseuil ao sudeste, Mareuil-sur-Aÿ ao sul, Aÿ ao sudoeste, Mutigny ao oeste e Montflambert ao noroeste.

## Economia
A economia gira principalmente em torno da cultura da vinha e à produção de champanhe.